# جون بارا
جون بارا (بالإسبانية: John Parra)‏ هو دراج كولومبي، ولد في 9 نوفمبر 1974 في بوغوتا في كولومبيا.

## وصلات خارجية
- جون بارا على موقع الاتحاد الدولي للدراجات (الإنجليزية)
- جون بارا على موقع أرشيف الدراجات (الإنجليزية)
- جون بارا على موقع إحصائيات الدراجات الإحترافية (الإنجليزية)
- جون بارا على موقع نسبة الدراجات (الإنجليزية)